# M4雪曼的衍生型
M4雪曼坦克曾經生產過多種衍生型，也是需多相關車輛的基礎。
此外，多個國家對其車身進行現代化升級使其能完成其他考驗。

## 概述

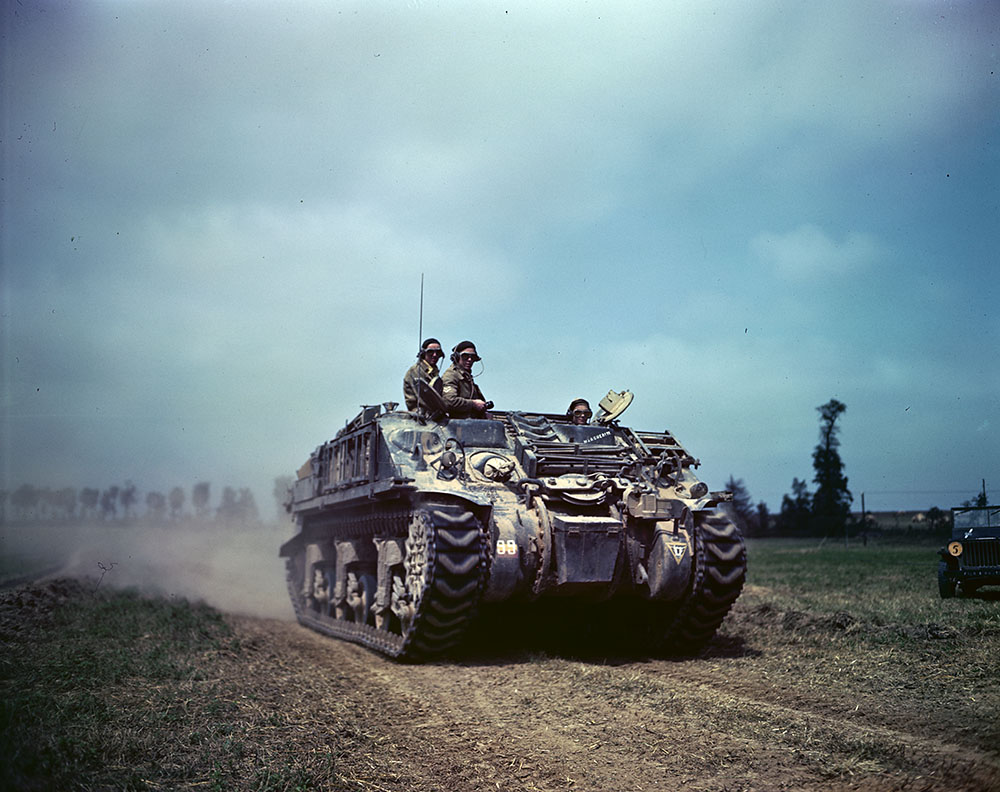
雪曼裝甲回收車MK I，於西元1944年七至八月，卡昂附近拍摄。

西元1940年代初期，世界各國的軍方開始發現坦克具有執行多種特殊任務的能力。對於甚麼樣的車輛应该面對敌方坦克，甚麼樣的車輛應該面對敵方步兵最好，美國就以雪曼坦克作為面對敵方坦克的主要戰力。隨著時間推移，戰車的一些重大修改，幾乎都是圍繞著升級火炮產生，例如改善车辆的機動性、防護能力，或是步兵支援的角色開始出現。最一開始對雪曼坦克進行主砲修改的是在戰爭期間接收大量雪曼坦克的英國人。 
除了武裝上的修改，也有一些非戰鬥用途的修改，例如早期型的部分雪曼坦克被改裝成稱為袋鼠的裝甲運兵車，或是被更改成裝甲回收車。
之後，以雪曼坦克為基礎的衍生型隨之出現，首個實驗車型在西元1944年盟軍入侵歐洲的準備期間浮上檯面，此後又在該實驗車型的砲塔上安裝了火箭發射器。此外，盟軍持續的設計出供雪曼或非雪曼的戰車使用的排雷設備直到第二次世界大战结束。
第二次世界战争结束后，大量多餘的雪曼被提供给其他国家，但主要是供給南美洲和中东。以色列成为雪曼戰車二战后最大的用户，以色列對雪曼戰車进行大量的修改，以保持他们在前线的作戰表現，一直到1970年代初期都以主力戰車、自走砲、裝甲救護車等角色出現在前線。雪曼戰車在西元1973年的十月戰爭多次被目擊出現在戰場中。南美洲國家對自家持有的雪曼坦克進行了类似的現代化升級或购买以色列改裝的雪曼戰車，如智利曾向以色列購買M51、M50等超級雪曼坦克，而雪曼戰車在南美洲國家中持續服役直到西元1989年。

## 美國的衍生型

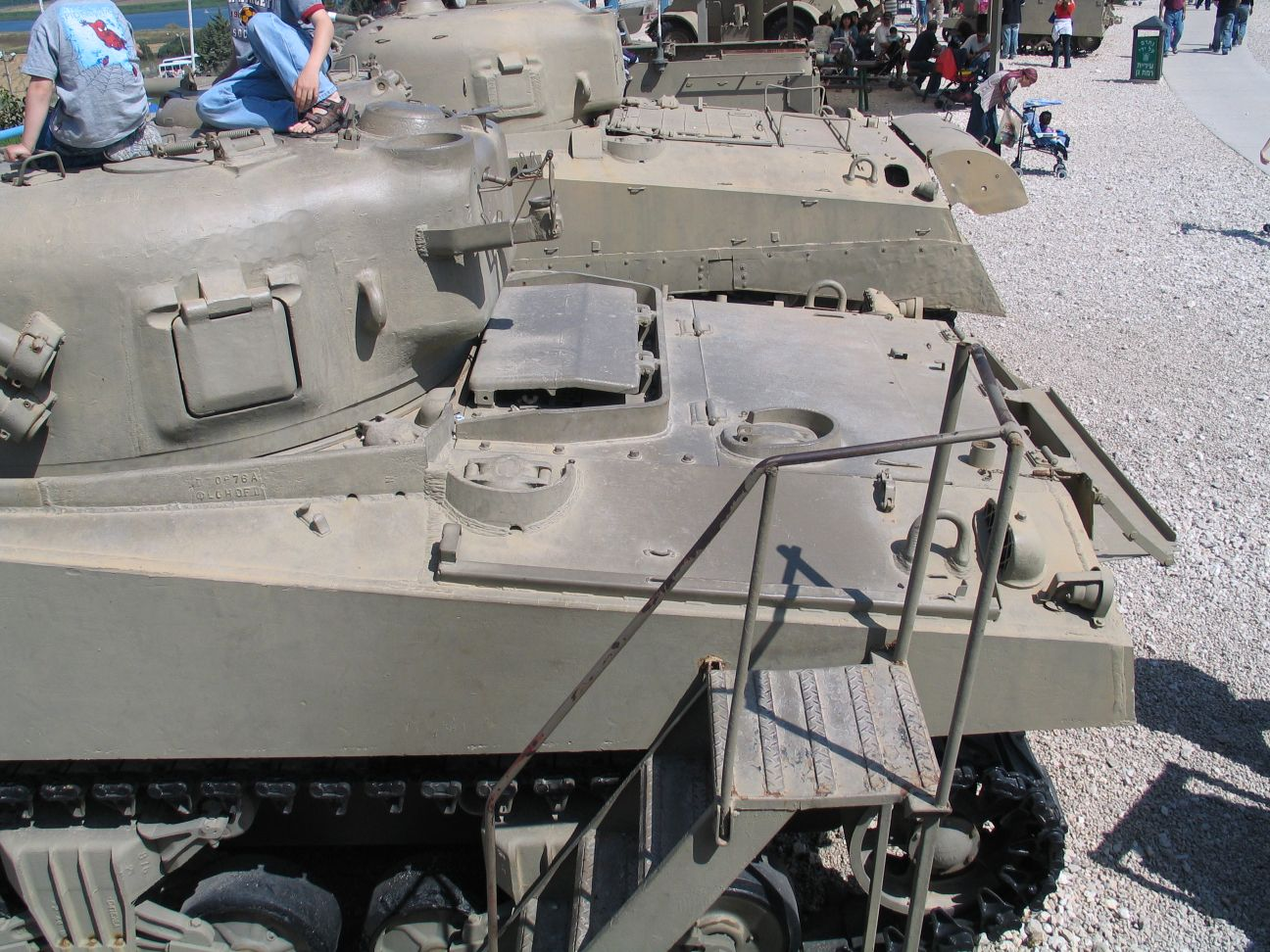
M4。

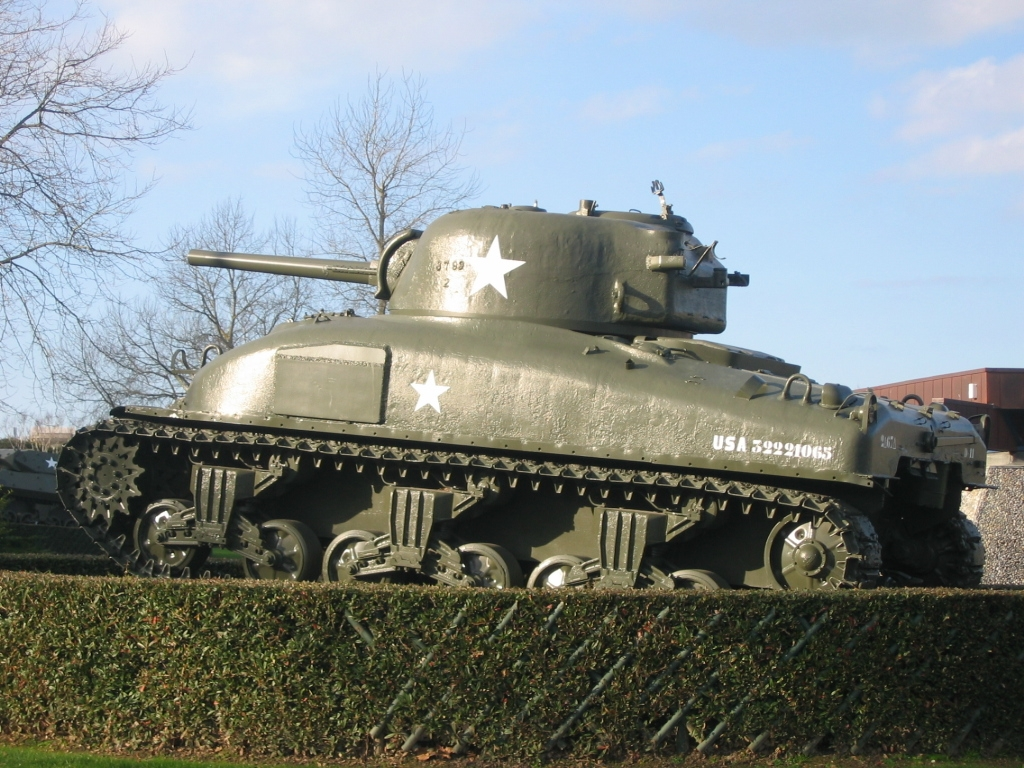
M4A1(铸造車體). 車身為鑄造。 自M4到M4A1皆使用相同的9缸径向发动机。

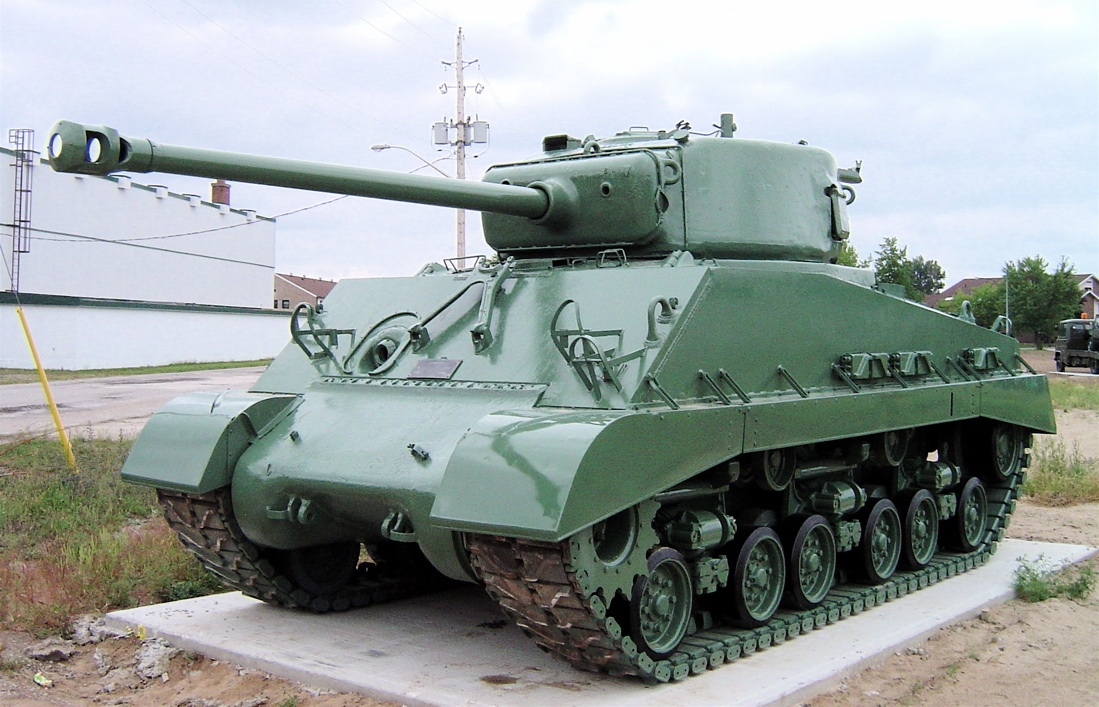
M4A2E8

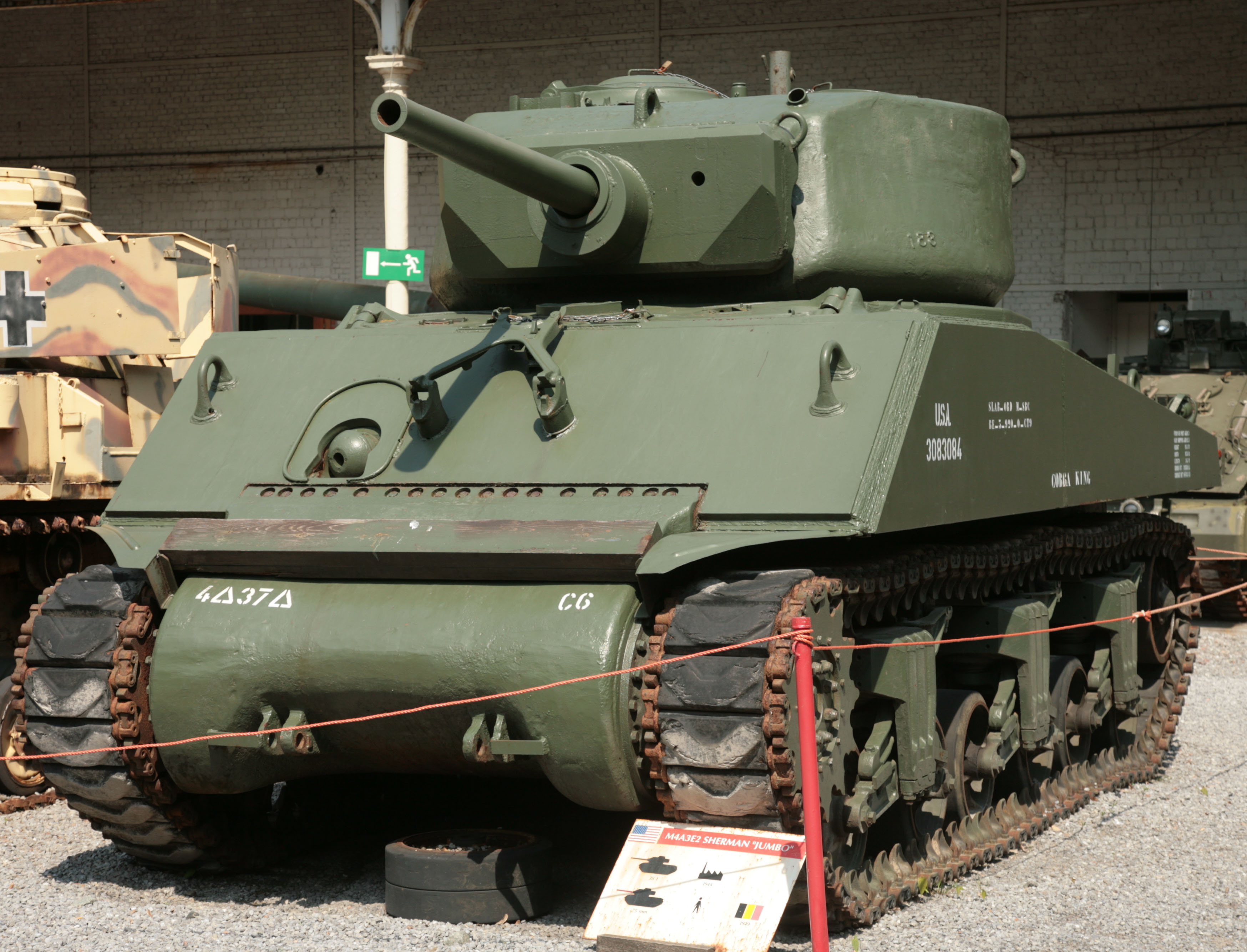
M4A3E2"小飛象"在其砲盾上加裝了額外的裝甲。

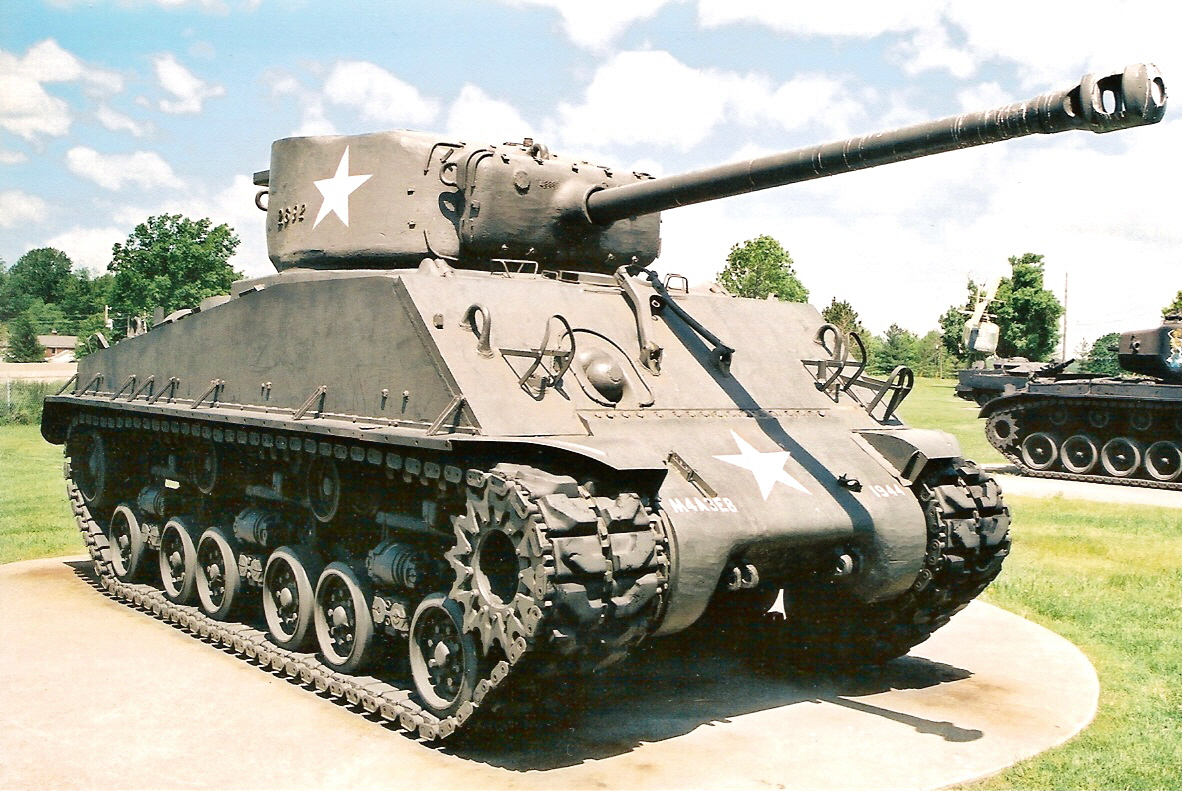
M4A3E8在巴顿騎兵和裝甲博物馆，於西元2003年拍攝。

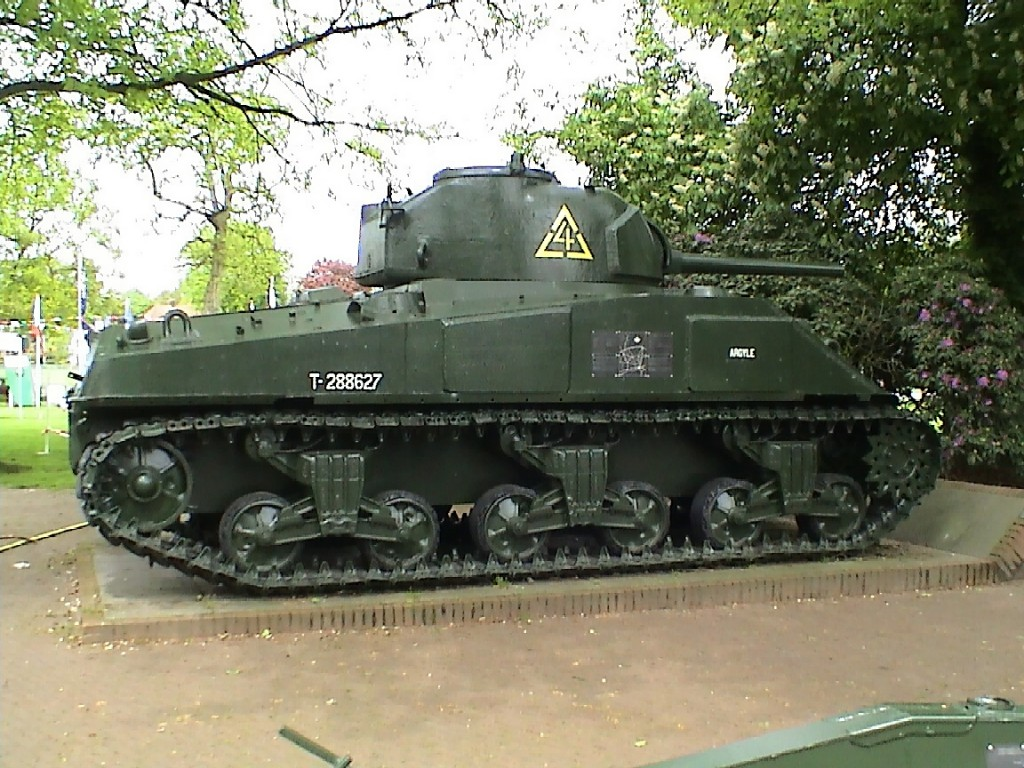
M4A4

### 美國M4衍生型
M4 
大陸R975引擎；焊接製成的車身。75毫米M3戰車炮。 用户：美国、英国、波兰、法国。
M4(105) - 裝備105公釐M4榴彈砲，设计用于協助步兵和反防禦工事，牺牲了反装甲能力。
M4(105)HVSS - 裝備105公釐M4榴彈砲/ 使用Horizontal Volute Spring Suspension (HVSS)懸吊系統。
M4A1
大陸R975引擎；鑄造車身；75毫米M3戰車炮。 用户：美国、英国、南非、波兰(M4A1(76)W)、法国(少量)，中国(中華民國)
M4A1E4/M4A1(76)W -升級使用76 毫米M1戰車砲。
M4A1E8/M4A1(76)W HVSS -配有76 毫米M1戰車炮，使用Horizontal Volute Spring Suspension (HVSS)懸吊系統。
M4A1E9 -戰後製造，可安裝附加裝甲，新的潛望鏡和橢圓形的裝填手炮塔艙門、VVSS懸吊系統，延長兩邊履帶的連接環，但依舊使用舊式的75 毫米M3戰車炮。用户：智利
M4A2
使用與早期型M3A3/M3A5同樣的通用動力公司6046柴油引擎；首個使用銲接車體的型號；使用75 毫米M3戰車炮。 用户：苏联、英国、法国、波兰、美国。 美國陸軍除了在諾曼第時將M4A2改裝成DD戰車外，並未用於其他作戰，主要的美國用戶是美國海军陆战隊，因為M4A2的可用性相對其他型號更適合他們的使用需求。苏联主要使用通过租借法案获得的M4A2，以此可以使用与T-34坦克相同的柴油燃料。苏联人称呼M4A2为“艾姆查”（МЧ），其名字来源于俄语对M4的发音。又因為美國人寫的頂上開口的數字4類似於西里爾字母。
M4A2E4 使用扭力桿的懸吊，但從未投入生产。
M4A2E8/M4A2(76)W HVSS Horizontal Volute Spring Suspension (HVSS)懸吊系統，装有76公釐M1A1/M1A1C/M1A2戰車炮。
M4A3
使用福特 GAAV-8汽油引擎；焊接車身；使用75公釐M3戰車炮或76公釐M1A1/M1A1C/M1A2戰車炮。 用户：美国、法国(少量)、尼加拉瓜(少量)。 M4A3是美國陸軍一個優良的作戰車輛。
M4A3(75)/M4A3(75)W -使用75公釐M3戰車炮的M4A3。
M4A3(105) -使用105公釐M4榴彈砲，用於偕同步兵作戰。
M4A3(105)HVSS  -使用Horizontal Volute Spring Suspension (HVSS)懸吊系統
M4A3E2突擊坦克 -也被暱稱為"小飛象"或"巨無霸"（Jumbo）-在炮盾上加裝额外的装甲，特徵是厚且垂直的炮盾，因為增加了裝甲厚度，導致其移動速度降低約3-4英里/小時。生產時是使用75公釐M3戰車炮，但是投入實戰後很快地被前線部隊改用76公釐戰車炮。 擁有"鸭嘴"型的履齒。 用户：美国、法国（僅獲得一輛該型號坦克）
M4A3E4/M4A3(76)W -使用76毫米M1A1/M1A1C/M1A2戰車炮。
M4A3E8/M4A3(76)W HVSS (Easy Eight) -使用Horizontal Volute Spring Suspension (HVSS)懸吊系統，裝有76毫米M1A1/M1A1C/M1A2戰車炮。
M4A3E9 -戰後重製，可使用外掛裝甲，新的潛望鏡和在砲塔頂部的椭圆形裝填手舱门、VVSS懸吊系統，加長兩邊履帶的連接器，但依舊使用舊式的75毫米M3戰車炮。
M4A4
使用克萊斯勒A57引擎；銲接製成且較長的車體；出廠時使用75毫米M3戰車炮。 用户：英国、法国、中国(中華民國)、黎巴嫩（萤火虫）、尼加拉瓜（少量）。
螢火蟲/雪曼Vc-大约2,000輛M4A4被英國重新武装，使用英國的QF 17磅炮 (76.2毫米)。值得注意的是，17磅炮並非只安裝在M4A4上，許多M4系列戰車也被英軍改裝使用17磅炮。
M4A5
美國並未設計生產該型號，此型號是指加拿大生產，以M3格蘭特/李中型戰車底盤為基礎改裝的巡洋戰車，被称为 Ram(白羊戰車)，使用外型類似M4的炮塔。
M4A6
使用改裝自Wright G200引擎的Caterpillar D200A 渦輪增壓空冷多燃料发动机；同時使用鑄造和銲接製，類似M4A4的長車身；僅安裝75毫米M3戰車炮。只有75輛M4A6被製造出來，且都沒有參加戰鬥。

### 以雪曼戰車為基礎的美軍車輛
以M4雪曼戰車為基礎，但未使用M4編號的衍生車輛：
- 105毫米自走砲(M7牧師式自走砲)－以M4A3雪曼坦克為基礎的105 毫米自走砲。
- M12 155毫米自走砲－自走155毫米炮機動載具(GMC)。
- M30 彈藥運輸車－物資運輸車輛(即M12移除火炮後用來運送M12 155毫米自走砲的彈藥)
- M40 155毫米自走砲－以M4A3(HVSS)底盤改裝而成，安裝155毫米榴彈砲(有的也會安裝M1A1榴彈砲或M2榴彈砲)。
- M43 8英吋自走砲（英语：M43 Howitzer Motor Carriage）
- M10驅逐戰車－以M4A2底盤為基礎的驅逐戰車，绰号“狼獾”，使用和M4A3相同的火炮。
  - M10A1－與M10大致相同，但使用M4A3底盤。
- M36驅逐戰車－以M10A1驅逐戰車的車身(即M4A3雪曼的車身)為基礎，装载M3 90毫米反坦克炮的驱逐战车。，绰号“杰克逊”
  - M36B1－以M4A3車體為基礎的型號。
  - M36B2－以M10車身(M4A2雪曼車身)為基礎的型号。

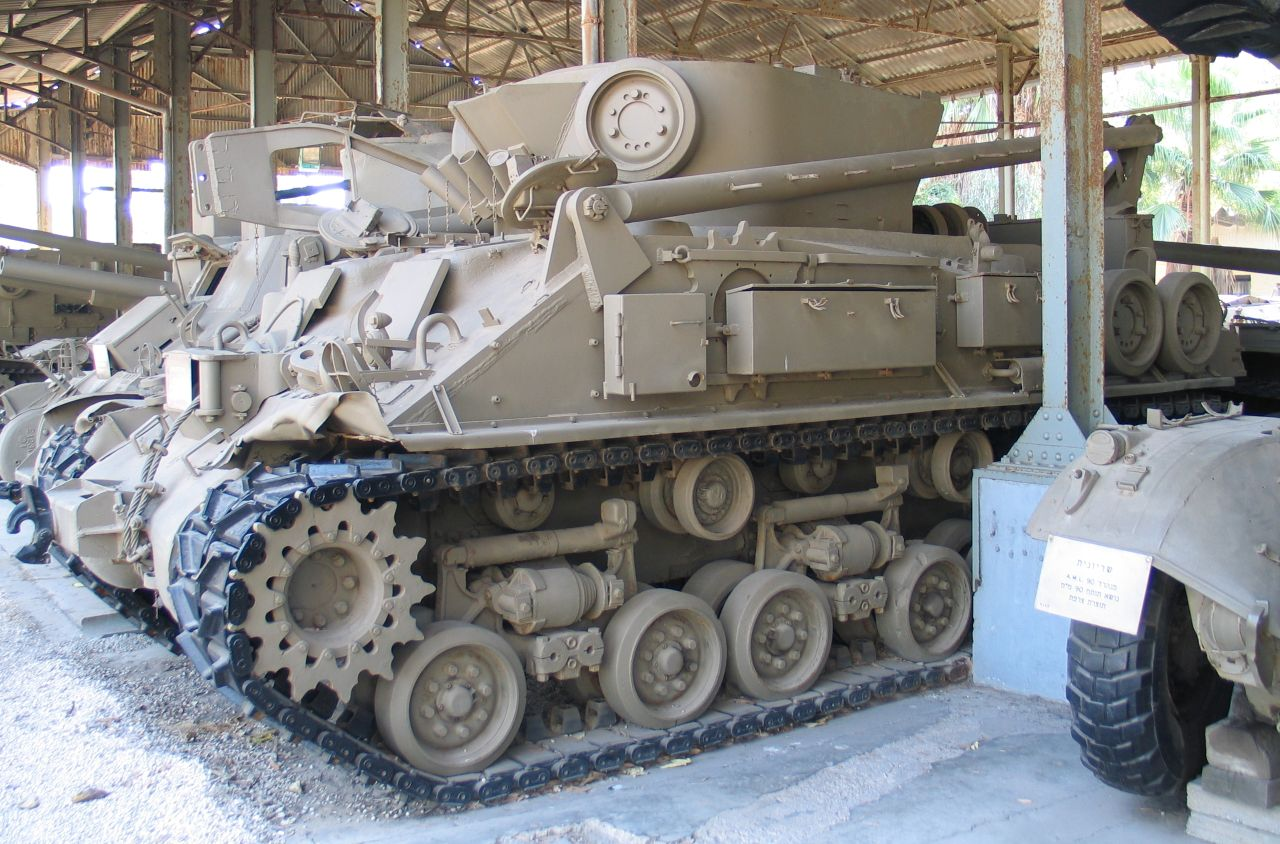
M32戰車搶救車

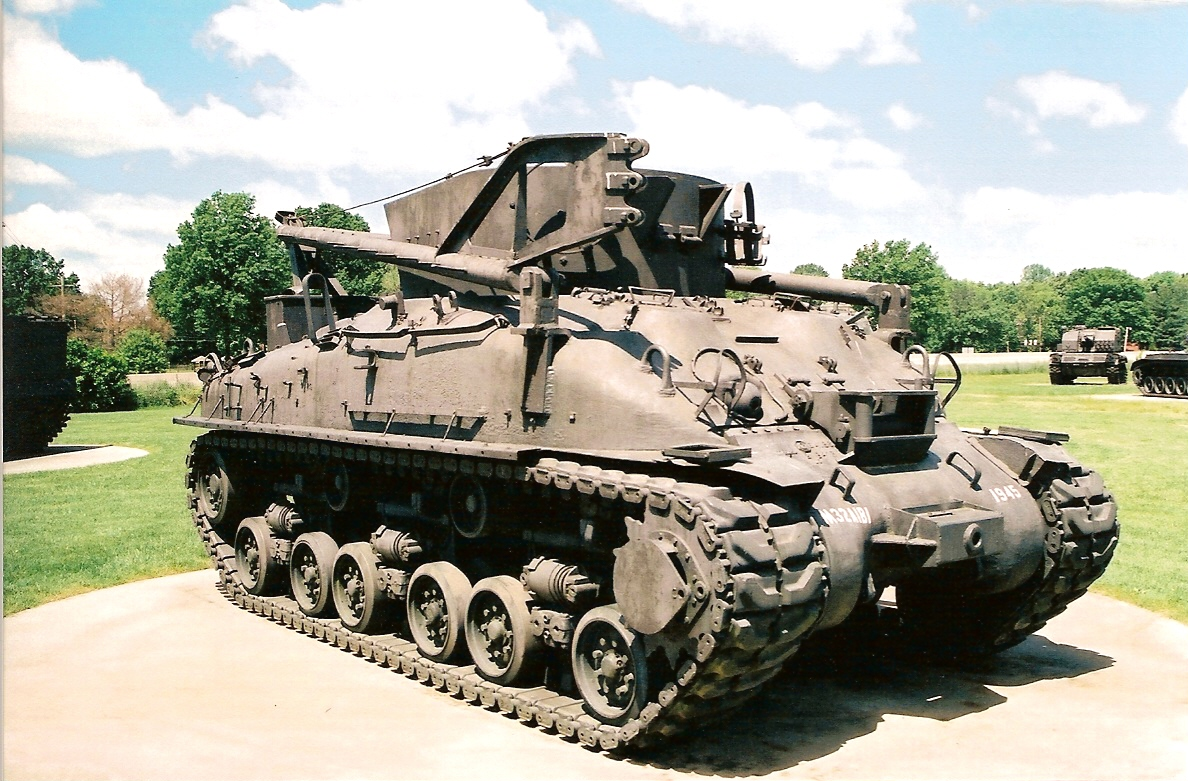
M32A1B1裝甲回收車，西元2003年，於巴頓博物館拍攝。

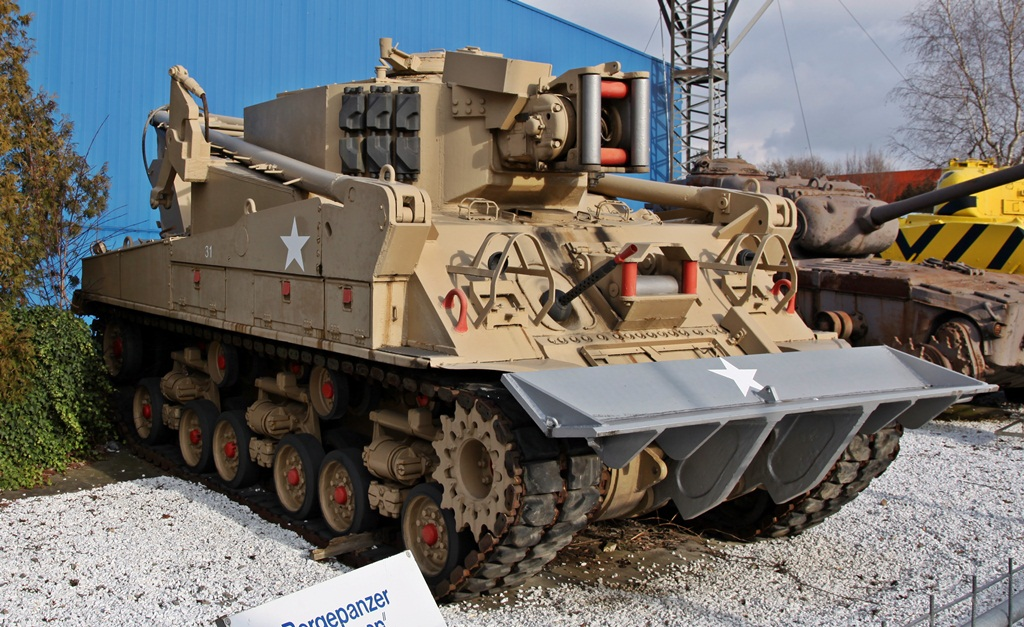
M74戰車搶救車。

- M32 戰車搶救車－以M4車身為基礎，移除武器並固定炮塔。 配备可施力60000磅(27000公斤)的絞盤和一个18英尺長，可旋轉的吊臂。 同時，M32也在車體安裝了一個81毫米迫擊砲，用來掩護目標。
  - M32B1 戰車搶救車－M4A1改裝而成。
  - M32A1B1 戰車搶救車－M32B1安裝VVSS懸吊系統，后来去除81毫米迫击炮，並改裝吊臂。
  - M32B2 戰車搶救車－M4A2改裝而成。
  - M32B3 戰車搶救車－M4A3改裝而成。
  - M32A1B3 戰車搶救車－M32B3安裝VVSS懸吊系統。
  - M32B4 戰車搶救車－M4A4改裝而成。

- M74 戰車搶救車－升級版的M32戰車搶救車，以M4A3為基礎，M32的外觀非常相似，以回收相對二戰時更重的戰車，如：M26潘興中戰車、M47巴頓主力戰車為目的製造的戰車搶救車。為使其能夠完成搶救任務，安裝有一個可旋轉的吊臂、一個主要拖曳絞盤、一個輔助拖曳絞盤，和一個手動絞盤。 M74車體前方還安裝了鐵鏟，可變成推土機。
  - M74B1－同M74，但從M32B3改裝而成。

- M34 火炮牽引車－M32B1戰車搶救車改裝成重型火砲牽引車，總共有24輛M32B1由切斯特坦克倉庫改裝成M34火炮牽引車。

### 安裝特殊配備的美軍變型體

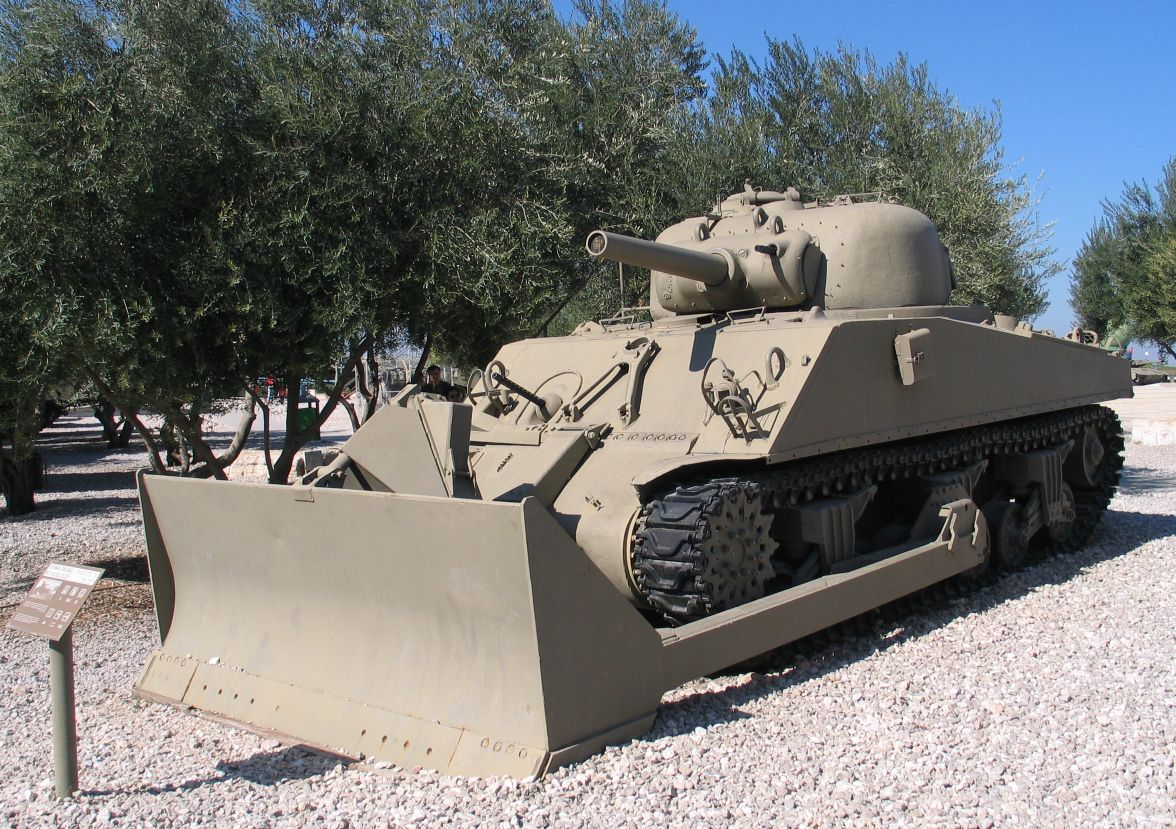
使用105毫米榴弹炮和M1推土鏟的M4雪曼。

火箭發射器、火焰喷射器、除雷車、水陆兩棲、工程車......等多種變體，大多是实验性的(編號是使用T而不是M)

#### 火砲改裝及其他裝備
- 雪曼DD - 两栖M4。美國所生产的雪曼DD，車型編號為M4A2。
- 雪曼螢火蟲 - 雪曼螢火蟲坦克安裝了英國QF 17磅炮。 雖然美軍想向英軍借來供自己使用，但英國未答應美國的要求。
- M4機動架橋車 - 野戰改裝的M4雙軌道架橋車
- M4推土机 -安裝M1或M2（液压）推土鏟。有些車輛的炮塔被移除。

#### 掃雷裝備
美軍曾以M4為基礎設計了多種地雷引爆裝置。
- T15/E1/E2 -一系列基於T14套件的雪曼掃雷車。在戰爭結束時被取消研究計畫。
  - T1E1 滚桶（蚯蚓）- 由裝甲版做成的鋼條。安裝於M32戰車搶救車。
  - T1E2 滾桶 - 7條向前旋轉的鋼條組成，僅有實驗型。
  - T1E3/M1滚桶(米瑪阿姨）- 由兩組長10英尺（3.0米）且能向前選轉鋼條組成，每組有五條鋼條。T1滾桶系列使用最廣泛的型號，且通過測驗，變成M1型地雷引爆器。共75個M1地雷引爆器被生產。
  - T1E4 滚桶 - 具16條鋼條，僅做實驗用。
  - T1E5 滚桶 - 或稱為T1E3/M1w，M1滾桶加裝小轮子。僅用作实验。
  - T1E6 滚桶 - 與T1E5滾桶相同，也被稱為T1E3/M1w，M1滾桶的鋼條上加裝锯齒的版本。实验型。
  - T2 連枷 - 美軍基於英國雪曼蠍式一型連枷設計而成。
  - T3 連枷 - 基于英国蠍式連枷設計而成。在西元1943年停止設計計畫。
    - T3E1 連枷 - 加長T3連枷的吊臂。被取消。
    - T3E2 連枷 - E1变形體，安裝了更大直徑的鋼製滾筒。战争结束時停止研發。

  - T4 - 為英國蠍式二型連枷。
  - T7 - 框架上安裝多個安裝兩條鐵條的滾筒。研發計畫被放棄。
  - T8 （行者約翰） - 將多個钢柱固定在一个會旋轉的橫軸上，並用以捶打地面。對車輛轉向造成不良影響。
  - T9 滚筒 - 使用6吋滚筒。难以操纵，被廢止。
    - T9E1 - T9滾桶的减轻版本，但在測試時無法引爆的所有的地雷。

  - T10 - 採用遥控设计，可由跟隨在後的坦克操縱。被取消。
  - T11 - 使用6吋的前射式迫击炮擊毀地雷。实验型。
  - T12 - 使用23吋的前射式迫击炮。試驗結果發現非常有效，但依舊被取消。
  - T14 - 直接修改、加厚雪曼坦克的車底裝甲和強化的履帶。計畫被取消。
  - 地雷挖掘裝置T4 - 犁形。在西元1942年開始研發，後被取消。
  - 地雷挖掘裝置T5/E1/E2 - T4变形體，犁形。E2是T5E1进一步的改进型。
  - 地雷挖掘裝置T5E3 - T5E1/E2安裝與M1推土鏟一樣的液压升降机构，以控制挖掘深度。
  - 地雷挖掘裝置T6 - 將T5從犁型改成V型，但無法控制挖掘深度。
  - 地雷挖掘裝置T2/E1/E2 - 以T4/T5為基礎，但安裝了與M1推土鏟一樣的液压升降机构，以控制挖掘深度。

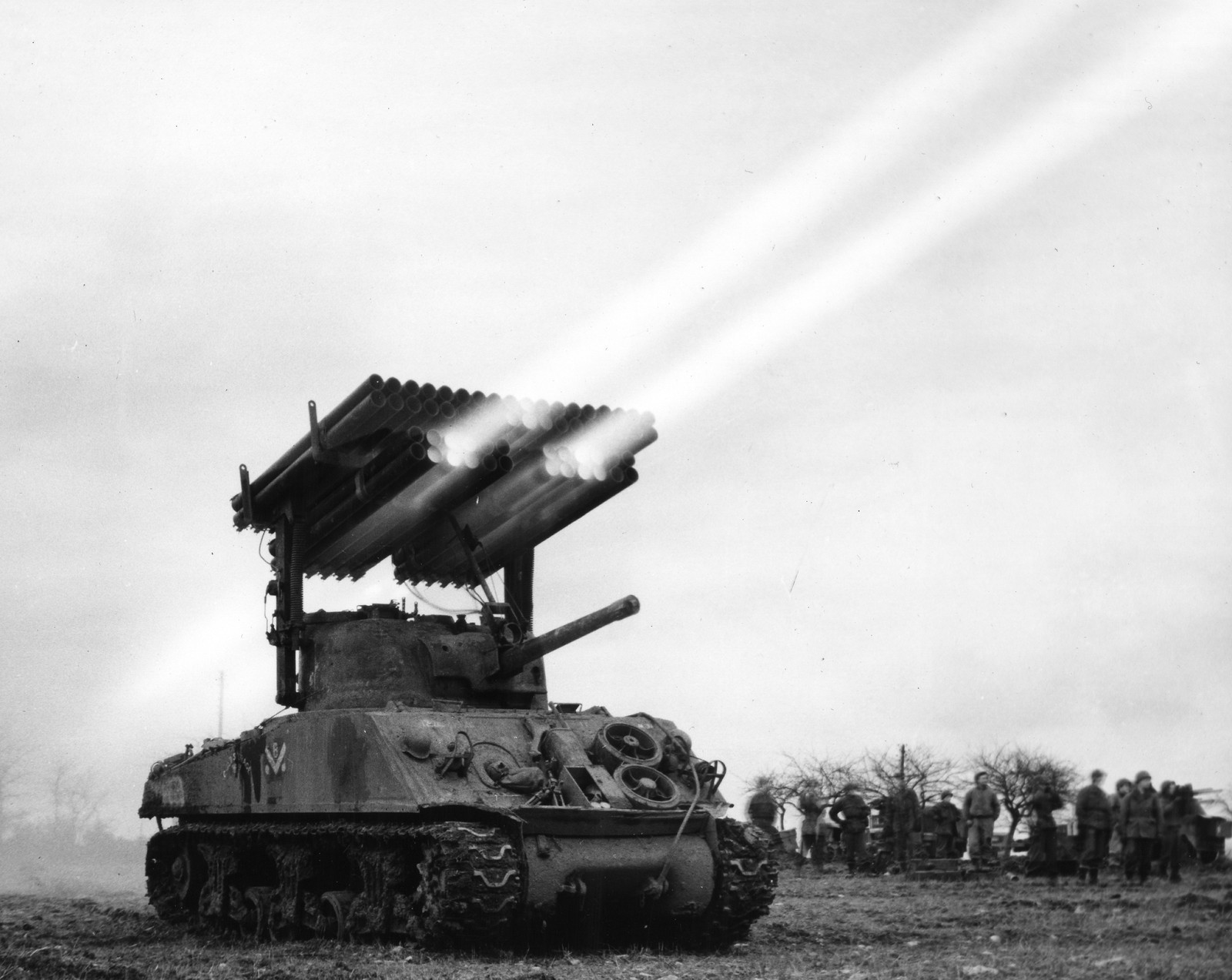
在法國的T34火箭发射器。

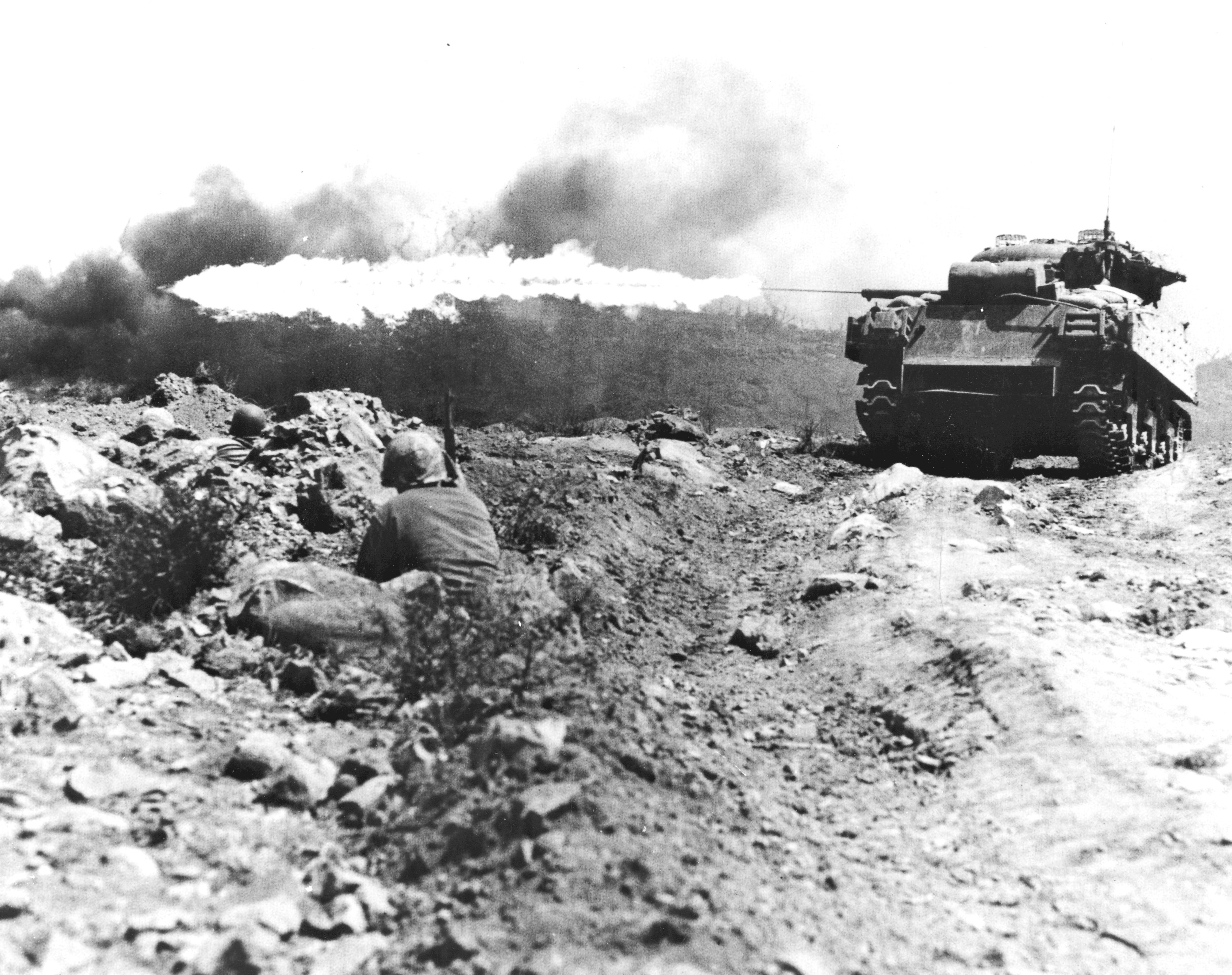
一輛由美国海军陆战队在硫磺島戰役中使用的M4A3R3。

#### 火箭發射器
- T34管風琴火箭炮，在砲塔上安裝60管4.6吋火箭發射器。被投入西元1944到1945年之間的戰鬥。
- T34E1火箭发射器 - T34E1有兩組（每組7个，共14個）火箭管分裝在火箭發射器的下半部。
- T34E2火箭发射器 - 改用7.2吋火箭。
- T39火箭发射器 - 封閉式，並在火箭出口處安裝閘門，使用20管7.2吋火箭。
- T40/M17WhizBang火箭发射器（英语：T40 Whizbang） - 裝有20管7.2吋火箭。能在西元1944到1945年的戰爭中發現。具短管的T40變型體，但是服役紀錄甚少。
- T72火箭发射器 - T34的短管变型。從未投入戰鬥。
- T73火箭发射器 - 类似于T40，但是只有10个火箭發射管。從未投入戰鬥。
- 火T76箭发射器 - 以M4A1w/ 7.2吋火箭发射器取代主炮。從未投入戰鬥。
- T10火箭发射器 - 以M4A1w/ 7.2吋火箭發射器取代主炮。從未投入戰鬥。
- T99多管火箭发射器 - 22管4.5吋火箭被安裝在兩個封閉式的火箭管箱中，並安装在砲塔上。從未投入戰鬥。

#### 火焰發射器
- M4A3R3火焰喷射器 - 噴火坦克。也被称作雪曼打火機或"Zippo坦克"。（Zippo為一種美製的打火機）
- M4雪曼鳄鱼 - 將邱吉爾鱷魚噴火戰車（英语：Churchill Crocodile）的火焰發射器及燃料拖車改裝到M4坦克上。有四輛雪曼鱷魚被建造出來，並分配給隸屬於第29師的第739戰車營，並在1945年二月的手榴彈行動（英语：Operation Grenade）中，清掃於利希的旧城區。橫越萊茵河後，它們被分配到第2裝甲師，之後就鮮少看到它們被使用。[2]

## 租借法案
M4雪曼系列因租借法案而广泛分发给盟军。 各類的變型體或衍生型在各國中服役，并有相當大的数量轉變为其他用途，包括装甲运兵车和专门工程车辆。

## 战后的衍生型
M4雪曼在全世界擁有數一數二長的服役時間。它們在一些國家持續服役到二十世紀60、70年代，主要是在非洲和拉丁美洲國家。在某些情况下的雪曼會被转用于各種用途，从自走砲到急救車都可見它們的身影。也常被民間企業轉用。